# 訃報 1984年10月
訃報 1984年10月（ふほう 1984ねん10がつ）では、1984年（昭和59年）10月中に物故した、又は物故が報じられた人物についてまとめる。

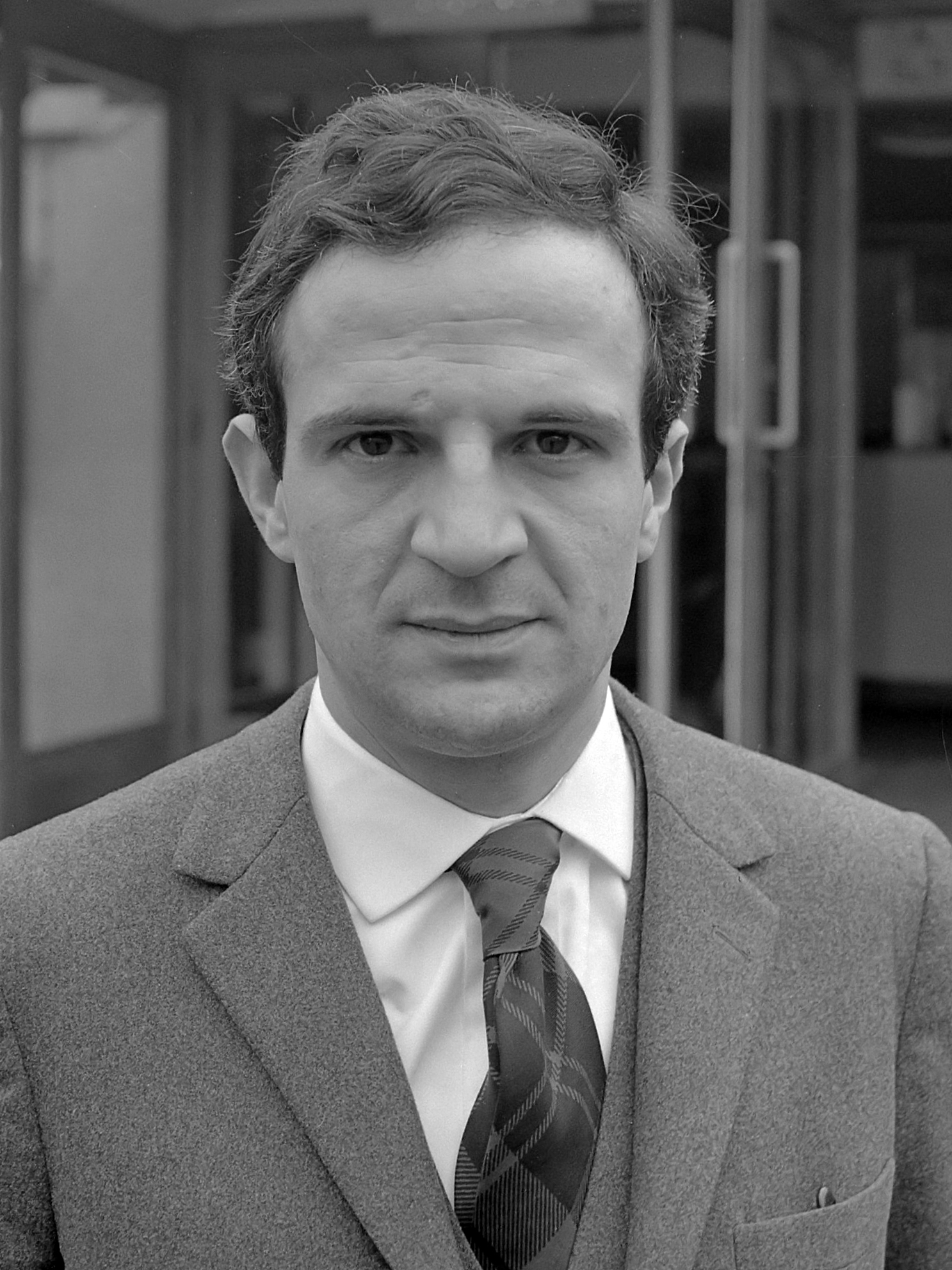
フランソワ・トリュフォー / 10月21日没

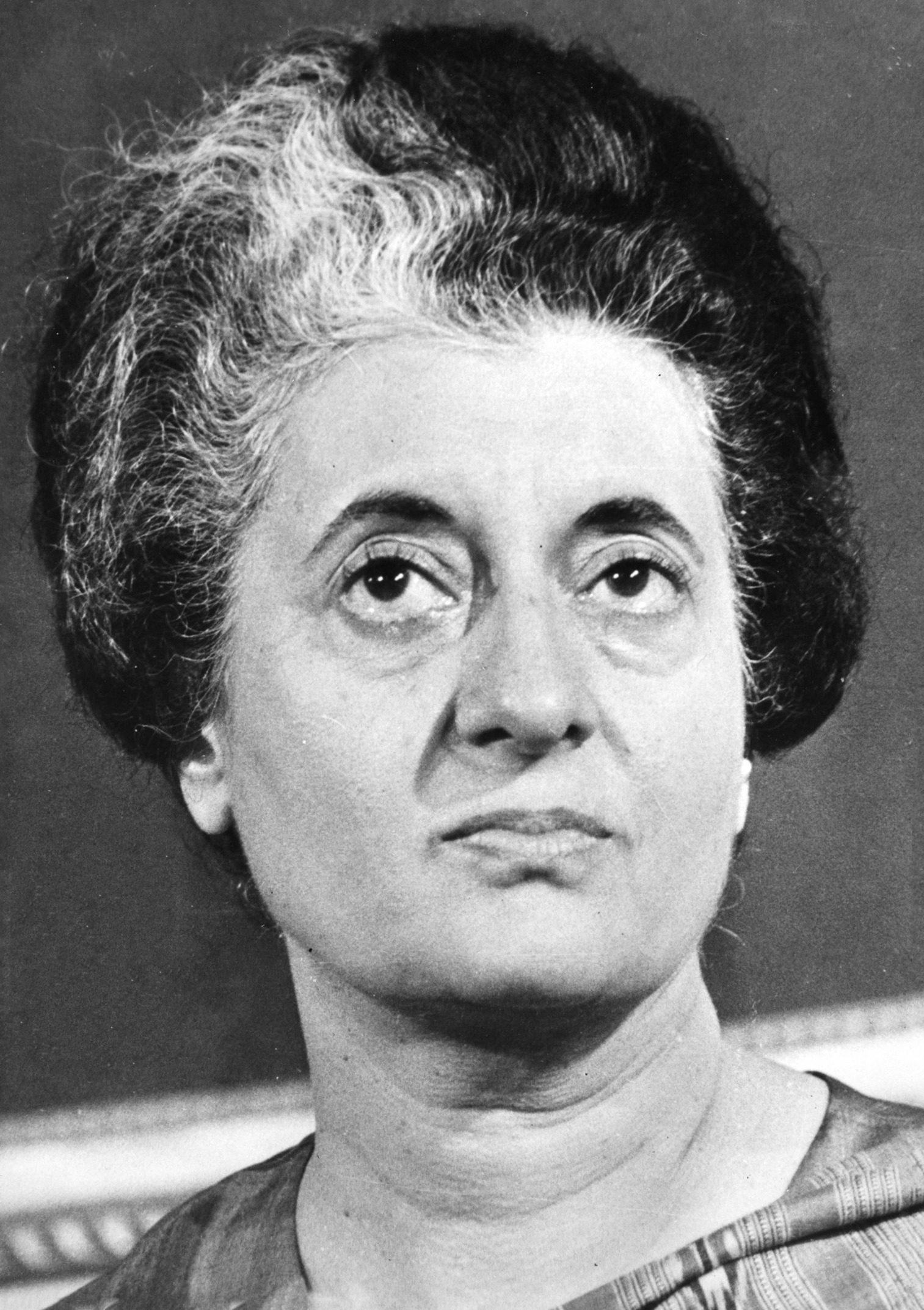
インディラ・ガンディー / 10月31日没

## （1日 - 15日）
- 10月1日 - ウォルター・オルストン、元メジャーリーグ監督（* 1911年）
- 10月2日 - 井口秋子、ピアニスト・ピアノ教育家（* 1905年）
- 10月4日 - カール・フォン・ガラグリ[1]、ヴァイオリニスト・指揮者（* 1900年）
- 10月6日 - 古川啓三[要出典]、元阪神タイガース 2軍バッテリーコーチ（* 1934年）
- 10月6日 - 晝間弘、彫刻家（* 1916年）
- 10月12日 - 御手洗毅、キヤノン初代代表取締役社長（* 1901年）
- 10月13日 - ジョージ・ケリー、メジャーリーガー（* 1895年）
- 10月14日 - マーティン・ライル、天文学者（* 1908年）

## （16日 - 31日）
- 10月17日 - 富田砕花、詩人・歌人（* 1890年）
- 10月19日 - アンリ・ミショー、詩人・画家（* 1899年）
- 10月20日 - ポール・ディラック、物理学者（* 1902年）
- 10月21日 - フランソワ・トリュフォー、映画監督（* 1932年）
- 10月24日 - 近江正俊、元NHK・TBSアナウンサー（* 1925年）
- 10月30日 - 森有一、日本画家・俳人（* 1898年）
- 10月31日 - インディラ・ガンディー、政治家（* 1917年）